# Champagne Problems (pjesma Taylor Swift)
"Champagne Problems" (stilizirano malim slovima) je pjesma američke kantautorice Taylor Swift. To je druga pjesma na Swiftinom devetom studijskom albumu, Evermore, koji je objavljen 11. prosinca 2020. preko Republic Recordsa. Swift je napisala pjesmu s Joeom Alwynom (pod pseudonimom William Bowery) i producirala ju s Aaronom Dessnerom. "Champagne Problems" je lo-fi balada napisana iz perspektive problematične djevojke koja odbija ljubavnikovu iskrenu bračnu ponudu zbog vlastitih problema s mentalnim zdravljem. Pjesma prikazuje pripovjedača koji preuzima odgovornost za prekid i oplakuje izblijedjelu vezu.
Nakon izlaska albuma, "Champagne Problems" dobio je pohvale kritičara zbog svog živopisnog prikaza slomljenog srca i mentalnog zdravlja. U Sjedinjenim Američkim Državama, pjesma je debitirala na 21. mjestu Billboard Hot 100, 3. na Billboard Hot Rock & Alternative Songs ljestvici i 7. na Rolling Stone Top 100. Na međunarodnoj razini, bila je na 6. mjestu u Kanadi i Irskoj i dospio je među 20 najboljih na Billboard Global 200 te u Australiji, Maleziji, Singapuru i Ujedinjenom Kraljevstvu.

## Pozadina
Swift je napisala pjesmu "Champagne Problems" s Joeom Alwynom (pod pseudonimom William Bowery), s kojim je u romantičnoj vezi od 2016. Unatoč nagađanjima da je Swift napisala tekst o njihovoj vlastitoj vezi, objasnila je da su ga ona i Alwyn napisali zajedno i detaljno opisala proces pisanja: "Kažem da je bilo iznenađenje što smo počeli pisati zajedno, ali na neki način nije, jer oduvijek smo bili povezani oko glazbe i imali smo iste glazbene ukuse, a on je uvijek osoba koja mi pokazuje pjesme izvođača i onda one postanu moje omiljene pjesme ili što god. Joe i ja stvarno volimo tužne pjesme. Uvijek smo bili povezani oko glazbe. Tako je i bilo... Mi pišemo najtužnije. Što da kažem?" Objasnila je kako je most u pjesmi jedan od njenih omiljenih dijelova pjesme: "Tako sam uzbuđena što ću jednog dana biti pred publikom kada će svi pjevati, 'Ona bi bila tako divna nevjesta / Kakva šteta što je sjebana u glavi."

## Zasluge
Zasluge za pjesmu:
- Taylor Swift − vokal, pisanje pjesama, produkcija
- Aaron Dessner − produkcija, snimanje, klavir, sintesajzer, akustična gitara, sint bas
- William Bowery − tekstopisac
- Jonathan Low − snimanje vokala, miksanje, snimanje
- Greg Calbi − mastering
- Steve Fallone − mastering
- Logan Coale − uspravni bas

## Ljestvice
| Ljestvice                  | Najviša pozicija |
| -------------------------- | ---------------- |
| Australija                 | 12               |
| Irska                      | 6                |
| Kanada                     | 6                |
| Novi Zeland                | 24               |
| Portugal                   | 75               |
| Singapur                   | 16               |
| Švicarska                  | 92               |
| SJedinjene Američke Države | 7                |
| Ujedinjeno Kraljevstvo     | 15               |